# Holcobius simplex
Holcobius simplex är en skalbaggsart som beskrevs av Perkins 1910. Holcobius simplex ingår i släktet Holcobius och familjen trägnagare. Inga underarter finns listade i Catalogue of Life.